# Tlabung
Tlabung è una suddivisione dell'India, classificata come census town, di 3.675 abitanti, nel distretto di Lunglei, nello stato federato del Mizoram. In base al numero di abitanti la città rientra nella classe VI (meno di 5.000 persone).

## Geografia fisica
La città è situata a 22° 56' 50 N e 92° 29' 53 E.

## Società

### Evoluzione demografica
Al censimento del 2001 la popolazione di Tlabung assommava a 3.675 persone, delle quali 1.971 maschi e 1.704 femmine. I bambini di età inferiore o uguale ai sei anni assommavano a 614, dei quali 309 maschi e 305 femmine. Infine, coloro che erano in grado di saper almeno leggere e scrivere erano 2.744, dei quali 1.541 maschi e 1.203 femmine..